# 雷阿勒
雷阿勒（法語：Réal，法語發音：[ʁeal] ⓘ）是法国东比利牛斯省的一个市镇，位于该省西部偏北，属于普拉德区。

## 地理
雷阿勒（42°37'50"N, 2°8'2"E）面积10.45 平方千米，位于法国奧克西塔尼大區东比利牛斯省，该省份为法国大陆部分最南部的省份，涵盖了北加泰罗尼亚，北起奥德省，西接阿列日省和安道尔，南与西班牙接壤，东临地中海。
与雷阿勒接壤的市镇（或旧市镇、城区）包括：勒布斯凯、皮瓦拉多尔、福尔米盖尔、桑萨。
雷阿勒的时区为UTC+01:00、UTC+02:00（夏令时）。

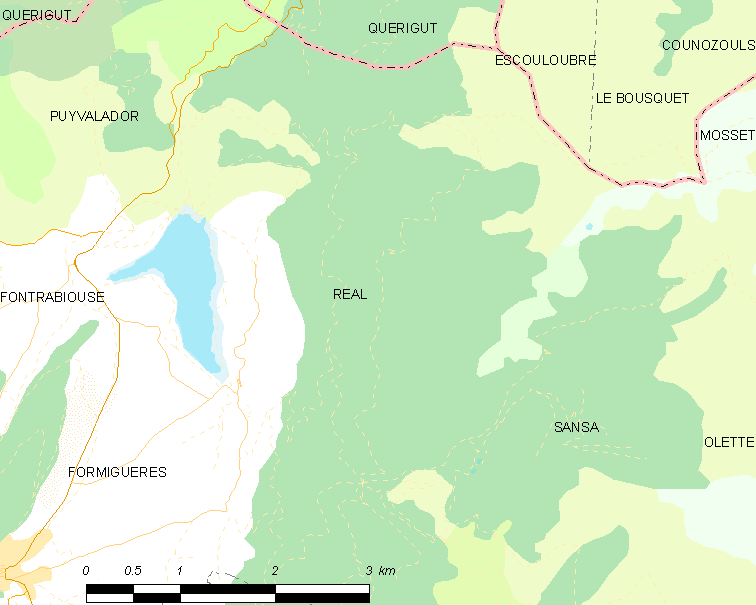
雷阿勒的OSM定位图

## 行政
雷阿勒的邮政编码为66210，INSEE市镇编码为66159。

## 政治
雷阿勒所属的省级选区为加泰罗尼亚比利牛斯县。

## 人口

1962-2008年间雷阿勒人口变化图示

雷阿勒于2022年1月1日时的人口数量为75人。